# Pavlodar
Pavlodar (en ruso: Павлода́р) es la capital de la provincia homónima, al noreste de Kazajistán. Ubicada a orillas del río Irtish —el principal afluente del Obi—, se encuentra a 450 km de Astaná, la capital nacional, y a 405 km al sureste de la ciudad rusa de Omsk. Cuenta con una población de 335 185 habs. (censo de 2016), la mayor parte conformada por kazajos y rusos, aunque existen minorías étnicas, entre las que destacan ucranianos, alemanes de Kazajistán y tártaros.

## Historia

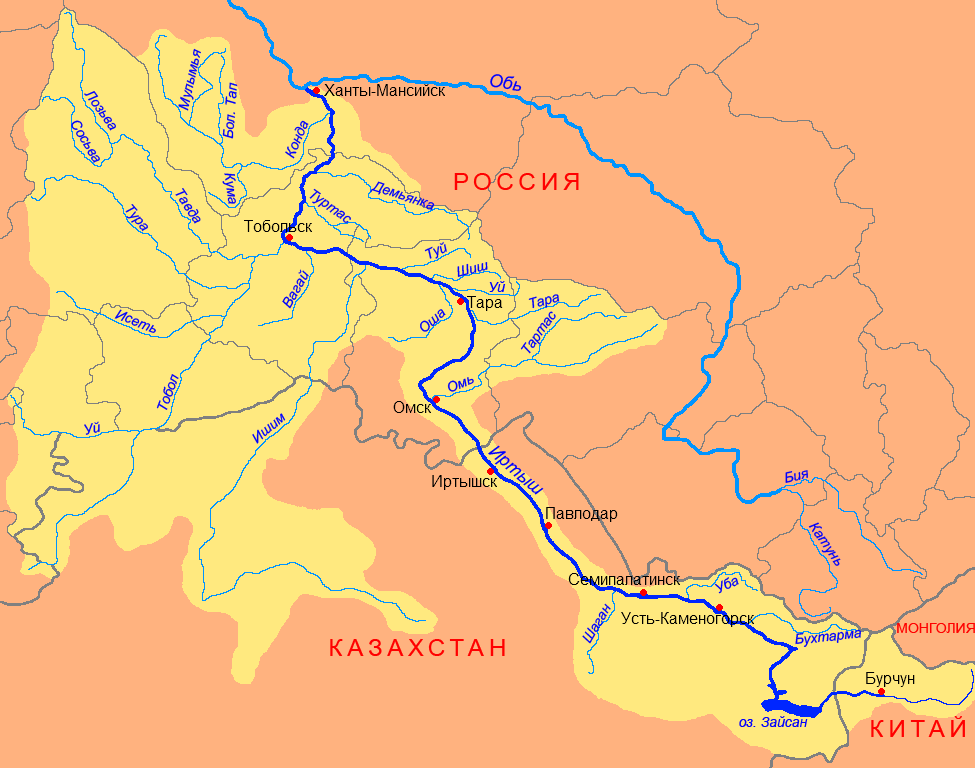
Pavlodar (Павлода́р) en un mapa del río Irtish (Иртыш)

Pavlodar es la capital provincial más antigua del norte de Kazajistán. Fue fundada en 1720 como el puesto avanzado de Koryakovsky, cerca de los lagos salados. Se convirtió en la ciudad de Pavlodar en 1861. A pesar de desarrollar un comercio substancial de sal y productos agrícolas, la población de Pavlodar era solamente de 8000 habitantes en 1897. Recibió el nombre de Pavlodar (que significa regalo de Pablo) en honor del recién nacido gran duque Pablo Aleksándrovich de Rusia.
En 1955, la campaña de las tierras vírgenes modernizó Pavlodar. La inmigración desde otras partes de la Unión Soviética, la industrialización y la construcción rápida la convirtieron en una ciudad con todos los servicios. Desde mediados de los sesenta, Pavlodar ha crecido considerablemente hasta convertirse en un centro industrial importante, con fábricas de tractores, aluminio e industrias químicas. En 1978, se inauguró una refinería de petróleo. Como en Pavlodar se encontraba una importante fábrica de tanques, los extranjeros tuvieron prohibido el acceso a la ciudad hasta 1992.

## Clima
Pavlodar se encuentra en una zona de clima continental templado, con inviernos largos y fríos así como veranos cálidos y secos. La temperatura media en enero es de -17.9 °C con mínimas entre -45 y -47 °C. En julio la temperatura promedio es de 21,2 °C. La precipitación anual es de 255 milímetros.
| Parámetros climáticos promedio de Pavlodar (1991-2020) | Parámetros climáticos promedio de Pavlodar (1991-2020) | Parámetros climáticos promedio de Pavlodar (1991-2020) | Parámetros climáticos promedio de Pavlodar (1991-2020) | Parámetros climáticos promedio de Pavlodar (1991-2020) | Parámetros climáticos promedio de Pavlodar (1991-2020) | Parámetros climáticos promedio de Pavlodar (1991-2020) | Parámetros climáticos promedio de Pavlodar (1991-2020) | Parámetros climáticos promedio de Pavlodar (1991-2020) | Parámetros climáticos promedio de Pavlodar (1991-2020) | Parámetros climáticos promedio de Pavlodar (1991-2020) | Parámetros climáticos promedio de Pavlodar (1991-2020) | Parámetros climáticos promedio de Pavlodar (1991-2020) | Parámetros climáticos promedio de Pavlodar (1991-2020) |
| Mes                                                    | Ene.                                                   | Feb.                                                   | Mar.                                                   | Abr.                                                   | May.                                                   | Jun.                                                   | Jul.                                                   | Ago.                                                   | Sep.                                                   | Oct.                                                   | Nov.                                                   | Dic.                                                   | Anual                                                  |
| ------------------------------------------------------ | ------------------------------------------------------ | ------------------------------------------------------ | ------------------------------------------------------ | ------------------------------------------------------ | ------------------------------------------------------ | ------------------------------------------------------ | ------------------------------------------------------ | ------------------------------------------------------ | ------------------------------------------------------ | ------------------------------------------------------ | ------------------------------------------------------ | ------------------------------------------------------ | ------------------------------------------------------ |
| Temp. máx. abs. (°C)                                   | 4.2                                                    | 5.3                                                    | 24.6                                                   | 33.9                                                   | 38.0                                                   | 40.8                                                   | 42.0                                                   | 40.6                                                   | 36.1                                                   | 29.2                                                   | 17.9                                                   | 7.2                                                    | 42.0                                                   |
| Temp. máx. media (°C)                                  | -11.8                                                  | -9.1                                                   | -0.6                                                   | 13.7                                                   | 21.3                                                   | 26.5                                                   | 27.7                                                   | 26.1                                                   | 19.1                                                   | 10.7                                                   | -1.4                                                   | -8.5                                                   | 9.5                                                    |
| Temp. media (°C)                                       | -16.7                                                  | -14.7                                                  | -6.2                                                   | 6.8                                                    | 14.2                                                   | 19.8                                                   | 21.2                                                   | 19.0                                                   | 12.1                                                   | 4.5                                                    | -5.9                                                   | -13.1                                                  | 3.4                                                    |
| Temp. mín. media (°C)                                  | -21.6                                                  | -20.1                                                  | -11.5                                                  | 0.1                                                    | 6.6                                                    | 12.8                                                   | 14.9                                                   | 12.2                                                   | 5.6                                                    | -0.8                                                   | -10.1                                                  | -18.1                                                  | -2.5                                                   |
| Temp. mín. abs. (°C)                                   | -45.0                                                  | -42.8                                                  | -37.2                                                  | -27.2                                                  | -7.2                                                   | -2.2                                                   | 4.2                                                    | 0.2                                                    | -9.0                                                   | -21.5                                                  | -40.0                                                  | -45.2                                                  | -45.2                                                  |
| Precipitación total (mm)                               | 18                                                     | 16                                                     | 16                                                     | 16                                                     | 28                                                     | 41                                                     | 57                                                     | 31                                                     | 21                                                     | 24                                                     | 23                                                     | 22                                                     | 313                                                    |
| Nevadas (cm)                                           | 17                                                     | 24                                                     | 17                                                     | 0                                                      | 0                                                      | 0                                                      | 0                                                      | 0                                                      | 0                                                      | 0                                                      | 3                                                      | 12                                                     | 73                                                     |
| Días de lluvias (≥ 1 mm)                               | 1                                                      | 0                                                      | 3                                                      | 8                                                      | 12                                                     | 12                                                     | 15                                                     | 12                                                     | 12                                                     | 10                                                     | 5                                                      | 1                                                      | 91                                                     |
| Días de nevadas (≥ 1 mm)                               | 18                                                     | 16                                                     | 12                                                     | 5                                                      | 1                                                      | 0.03                                                   | 0                                                      | 0.03                                                   | 0                                                      | 5                                                      | 14                                                     | 19                                                     | 90.1                                                   |
| Humedad relativa (%)                                   | 79                                                     | 79                                                     | 80                                                     | 62                                                     | 54                                                     | 55                                                     | 60                                                     | 61                                                     | 63                                                     | 71                                                     | 80                                                     | 80                                                     | 68.7                                                   |
| Fuente: Погода и климат                                |                                                        |                                                        |                                                        |                                                        |                                                        |                                                        |                                                        |                                                        |                                                        |                                                        |                                                        |                                                        |                                                        |

## Deporte
El FC Irtysh es el club de fútbol que juega en el Estadio Central de Pavlodar. Con anterioridad el FC Ekibastuz jugó en la ciudad pero se ha trasladado a Ekibastuz.
La Federación de Ajedrez de Pavlodar organiza competiciones locales y la Copa Regional de Pavlodar. Algunos de los participantes son los maestros residentes de la federación, maestros FIDE y Grandes Maestros — Rinat Zhumabayev, Pavel Kotsur, Yuri Nikitin, Vladimir Grebenshikov, Yelena Ankudinova.

## Educación y ciencia
Las universidades de Pavlodar son:
- La Universidad Estatal de Pavlodar (que lleva el nombre de S. Toraigyrov)
- El Instituto Pedagógico Estatal de Pavlodar

## Ciudades hermanadas
- Bydgoszcz - Polonia
- Omsk - Rusia
- Denizli - Turquía
- Kirovohrad - Ucrania

## Galería

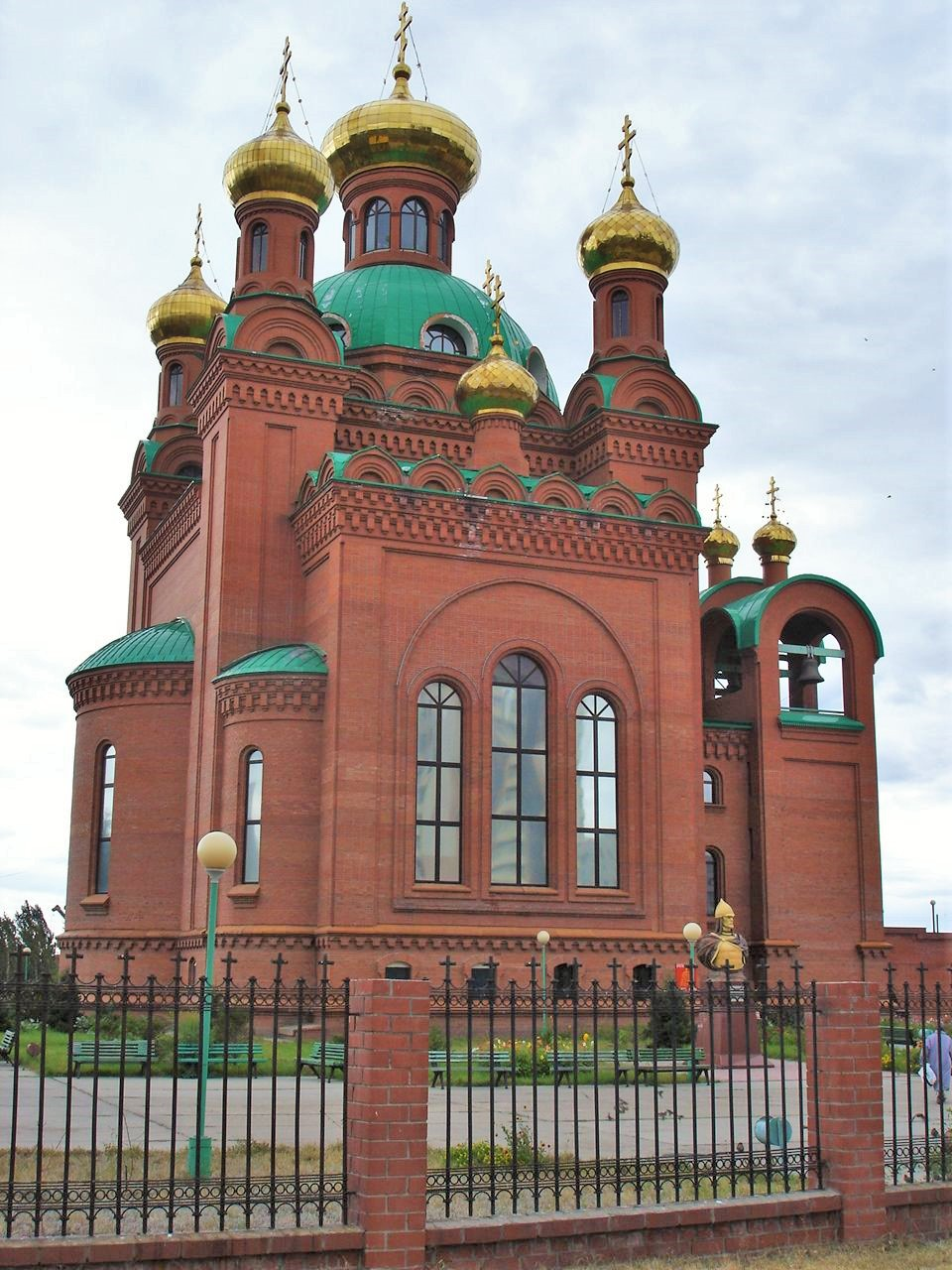
Iglesia de la Anunciación (Rusa Ortodoxa), en Pavlodar
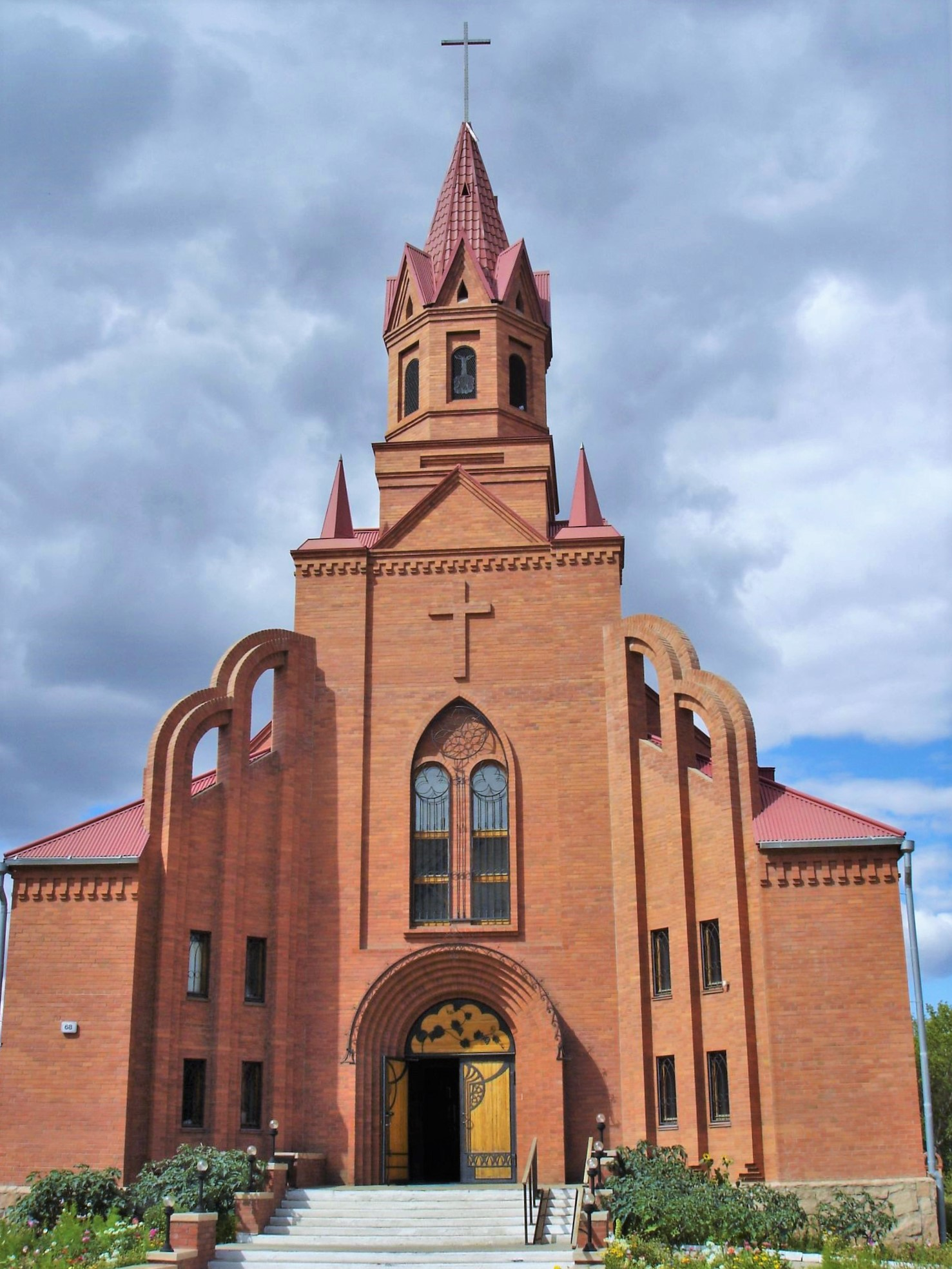
Iglesia de Santa Teresa (Católica)
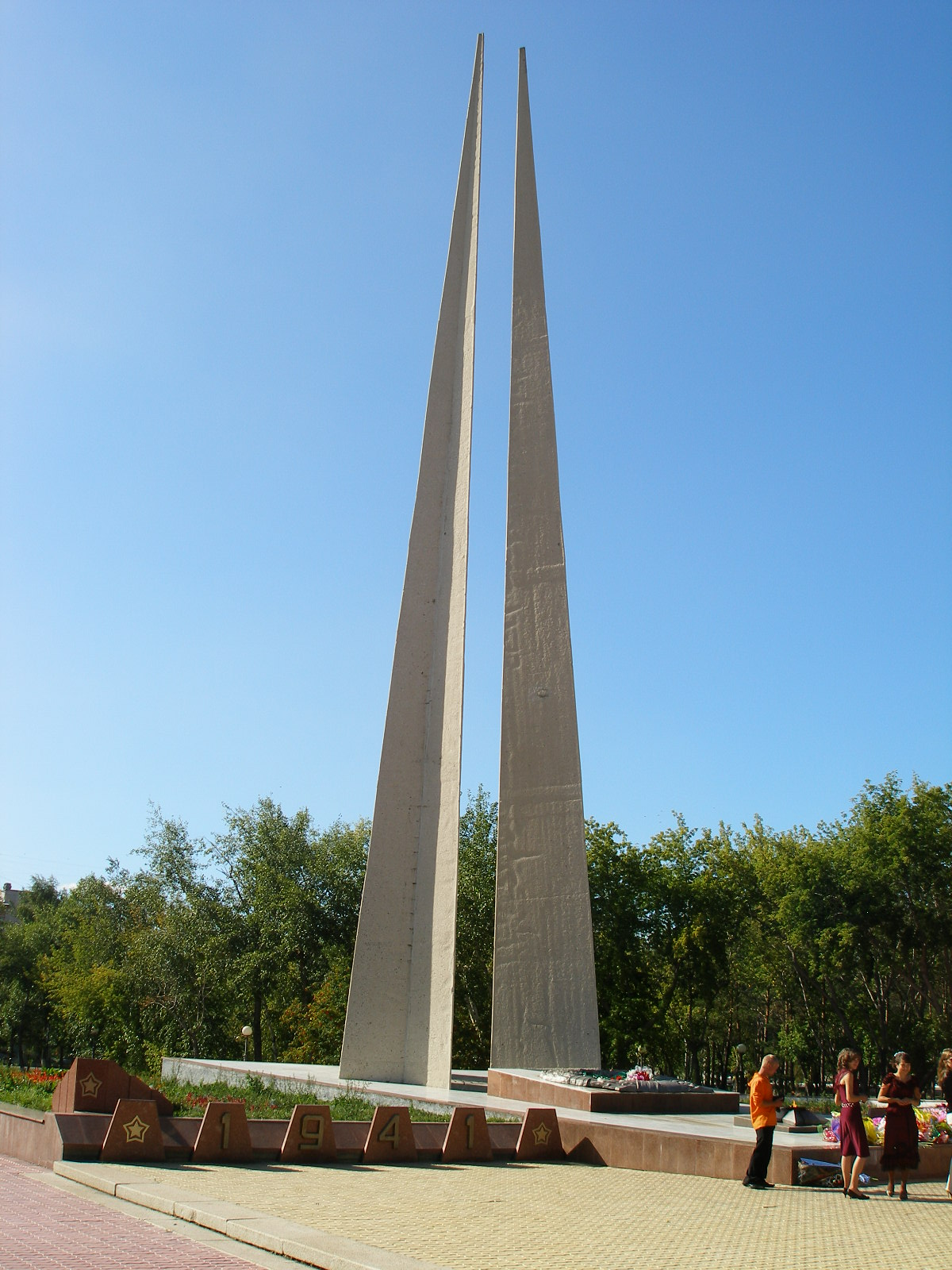
Obelisco en memoria de la victoria soviética en la Segunda Guerra Mundial
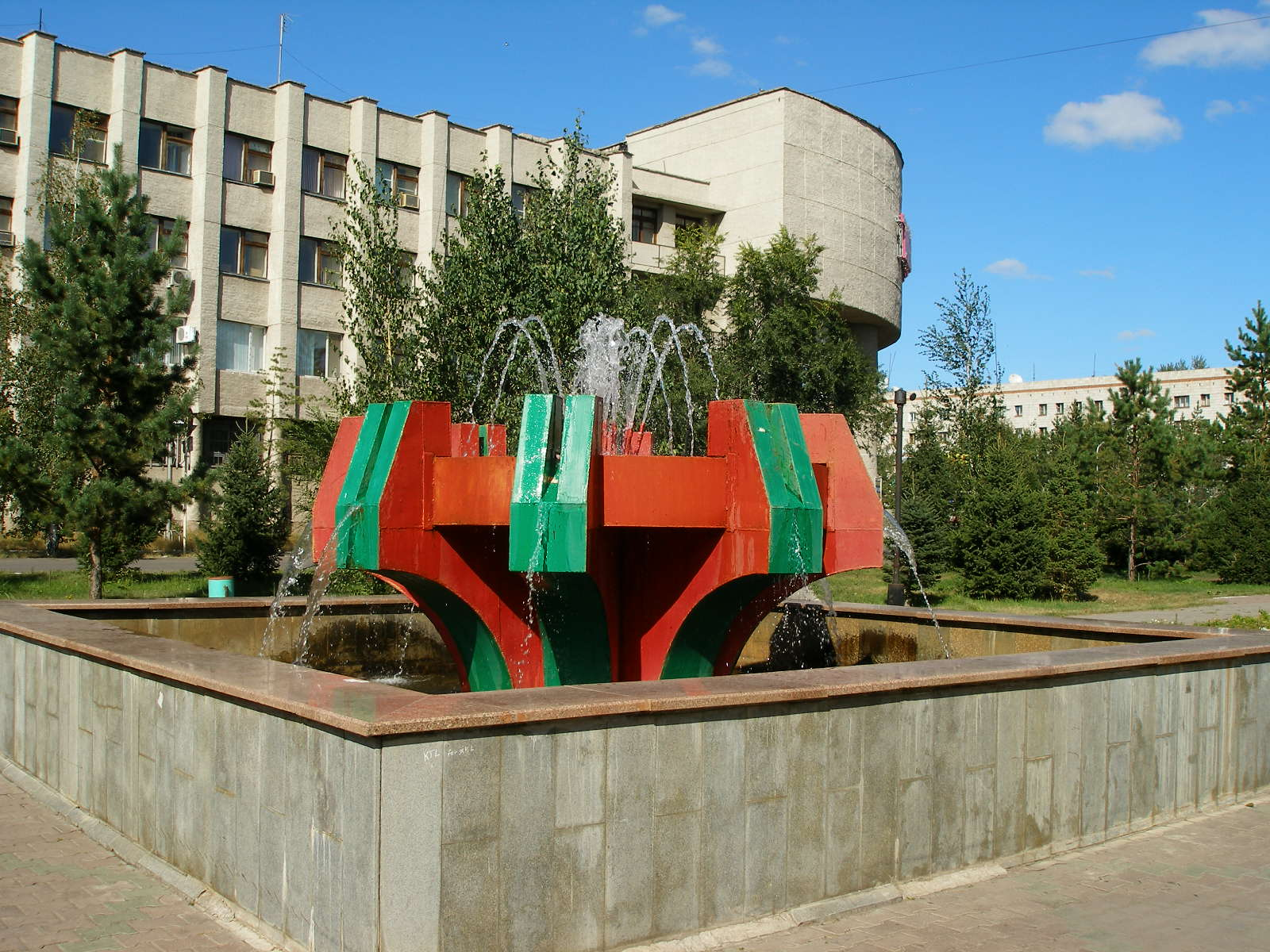
Fuentes cerca de las oficinas gubernamentales
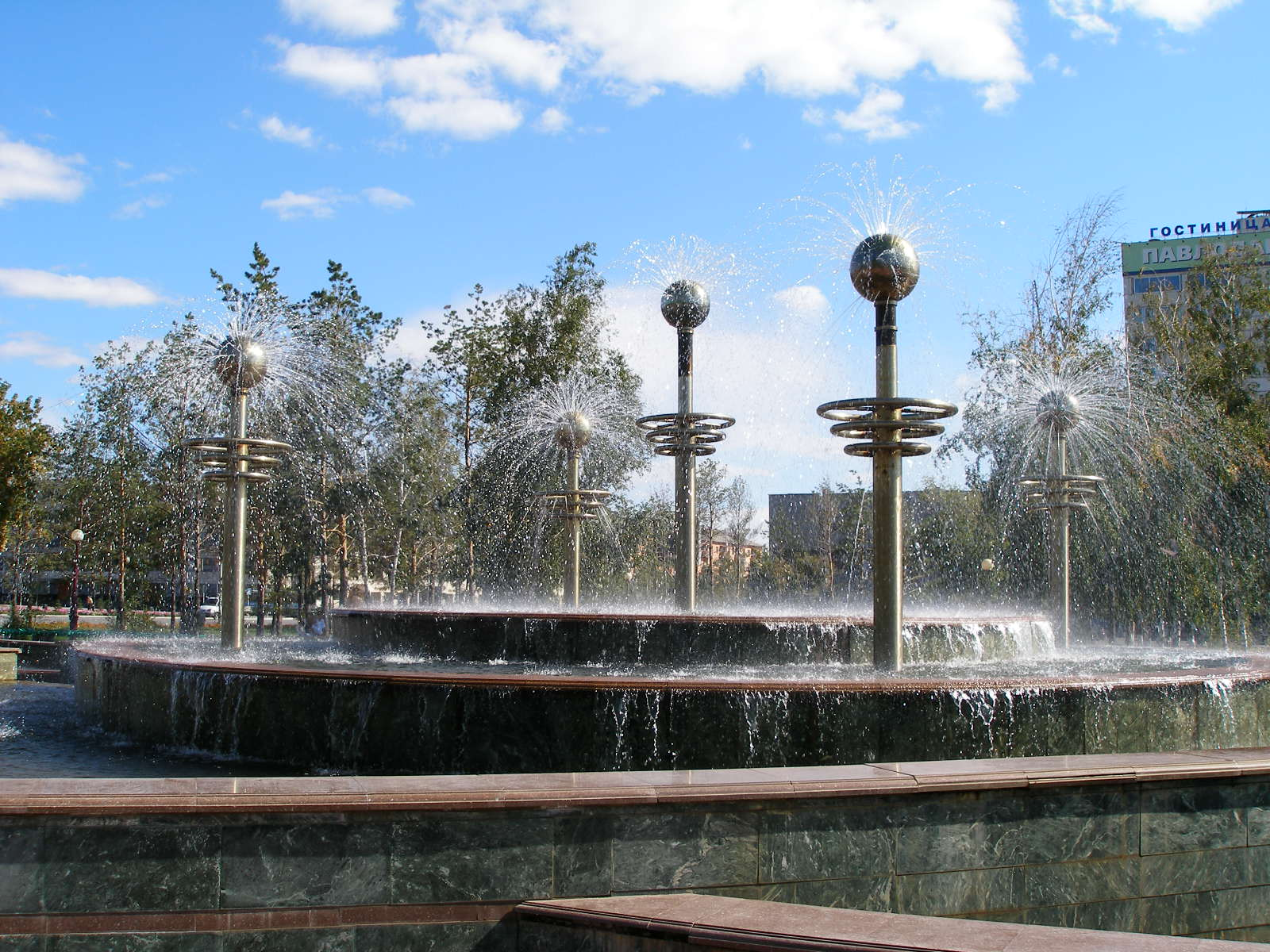
Fuentes cerca de la orilla del río Irtysh
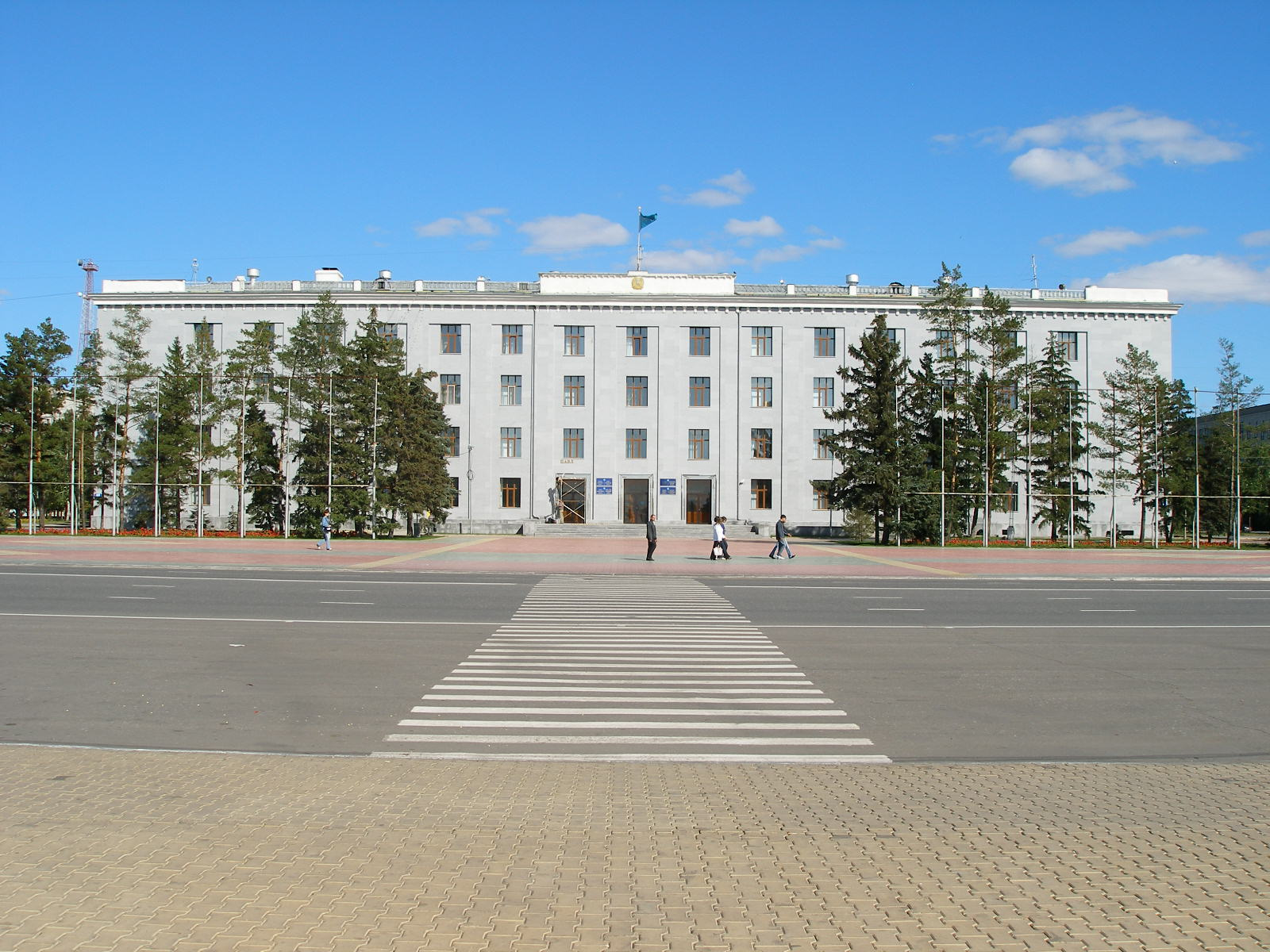
Gobierno local
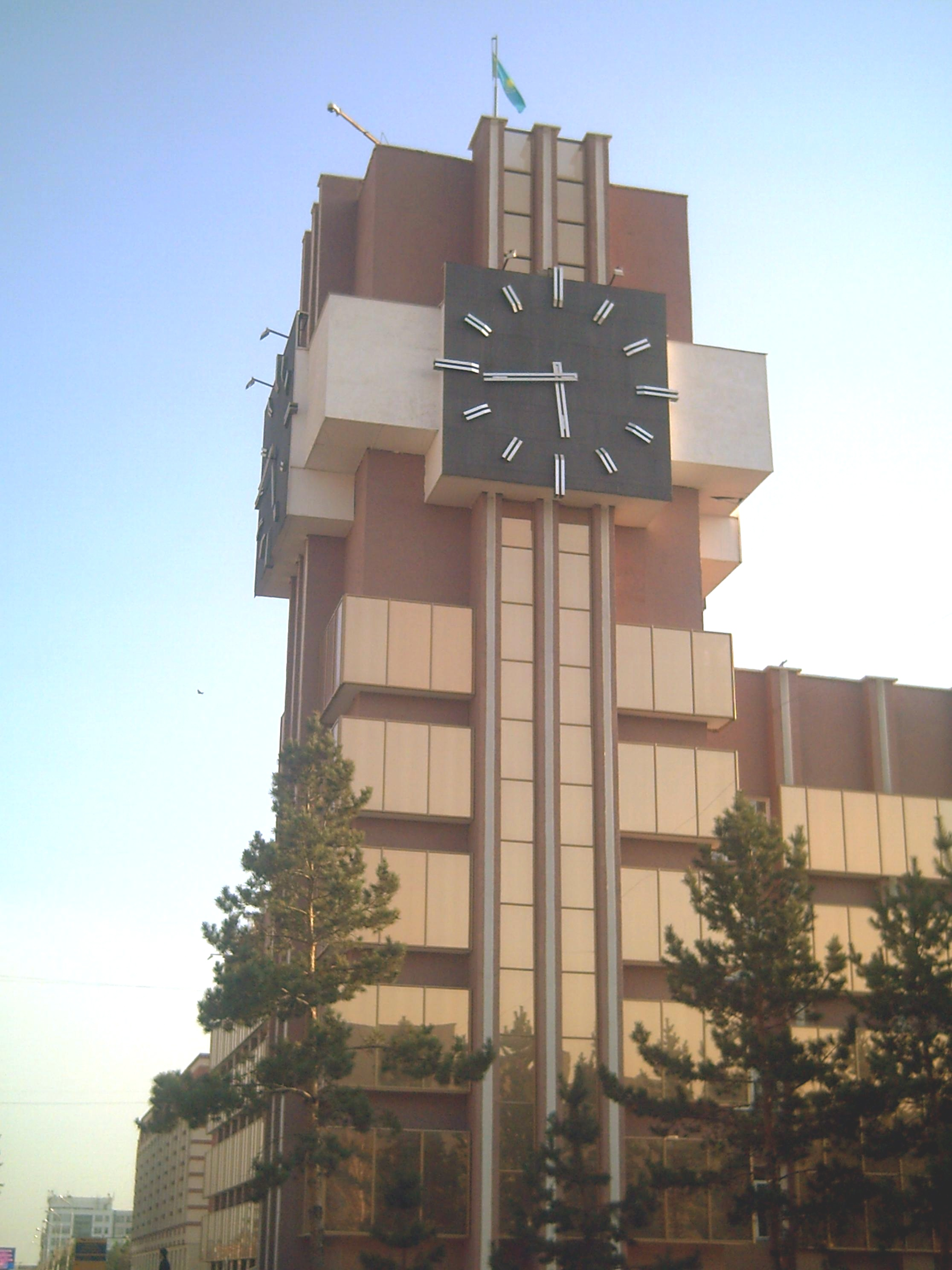
Oficina central de correos en Pavlodar. Durante mucho tiempo fue el símbolo de la ciudad
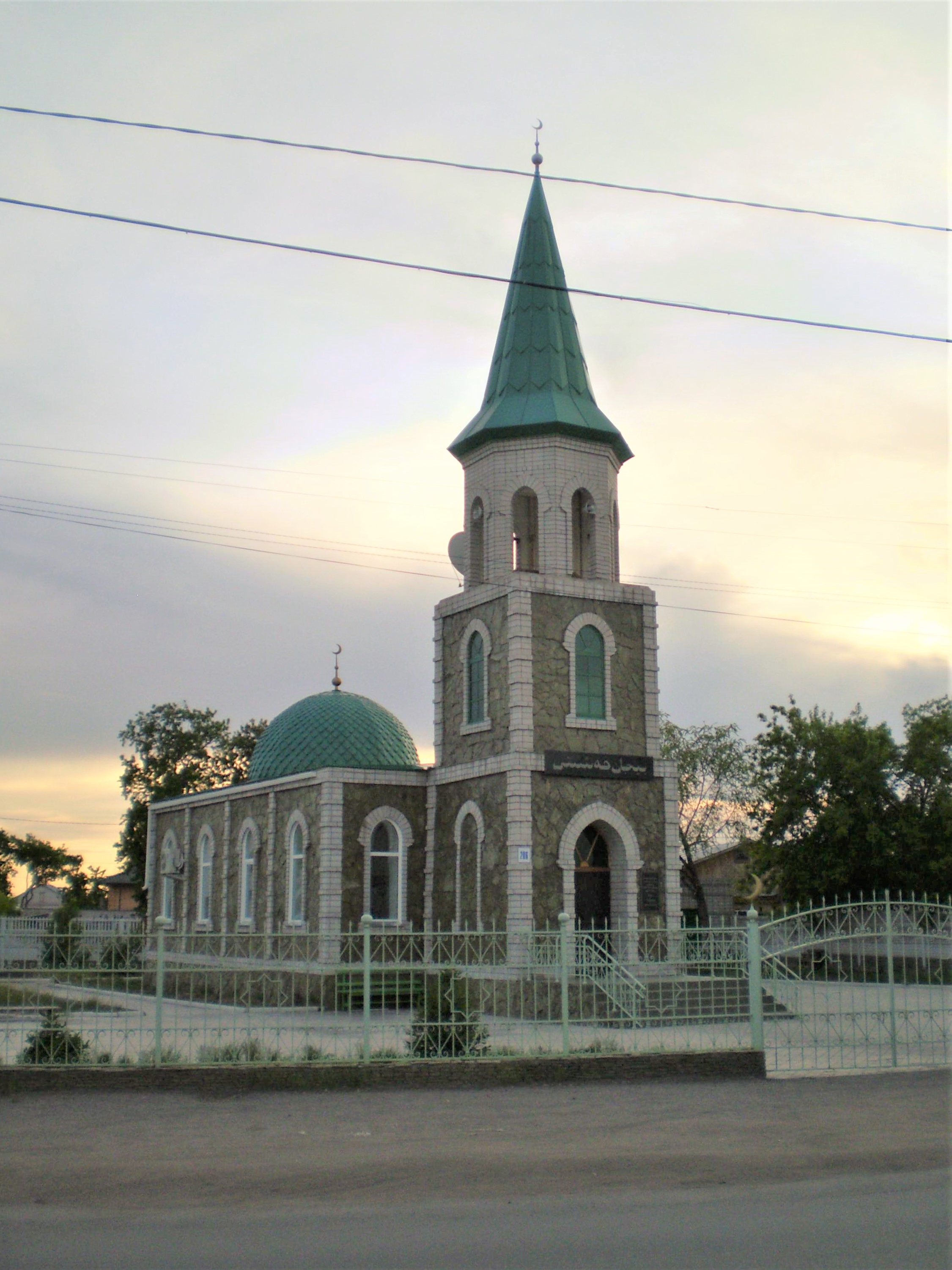
Mezquita recién restaurada
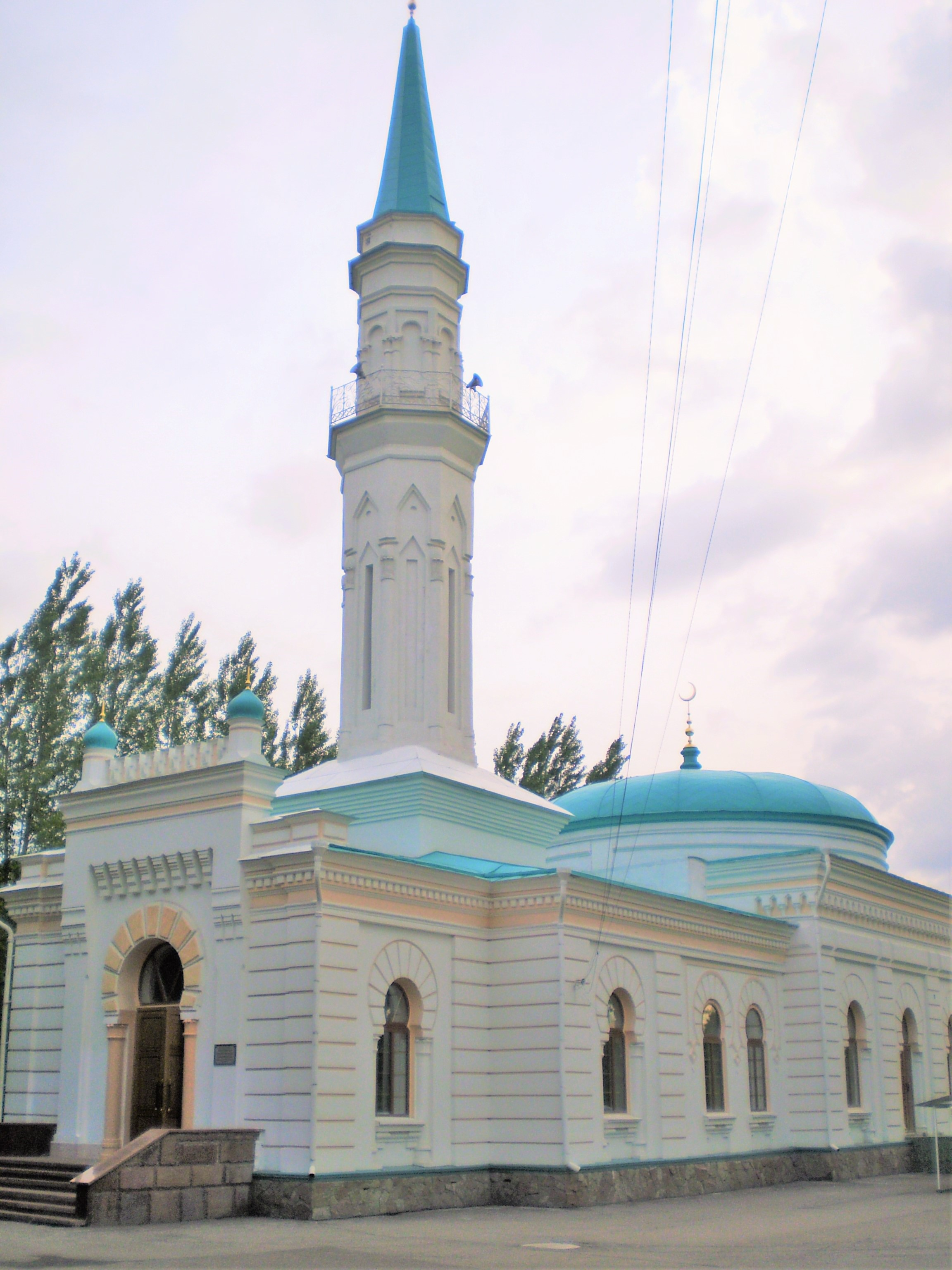
Otra mezquita de Pavlodar
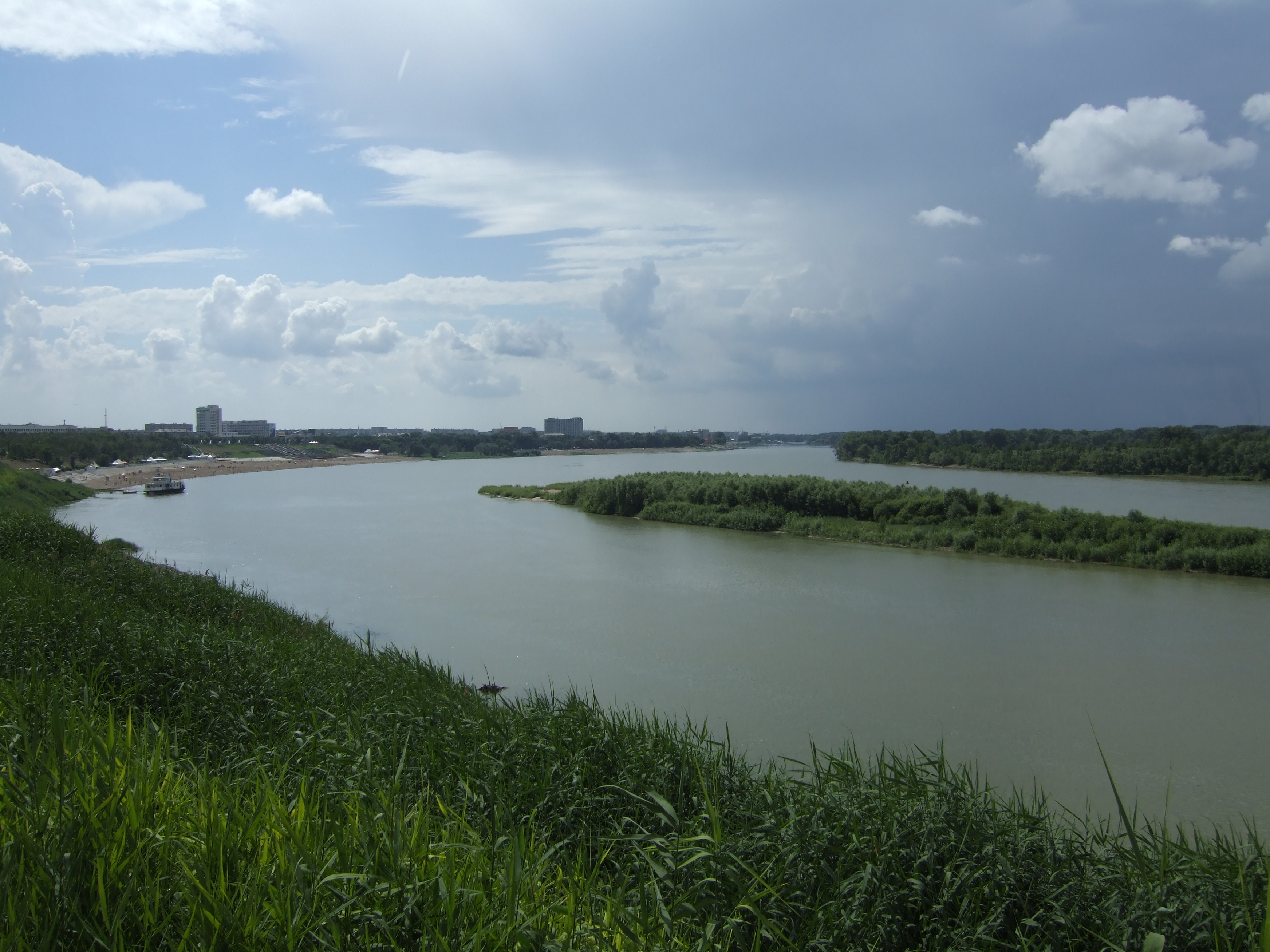
Vista de Pavlodar; en primer plano, el río Irtish